# Ljubljana Open
Il Ljubljana Open era un torneo professionistico di tennis giocato sul terra rossa, che faceva parte dell'ATP Challenger Tour. Si è giocato annualmente dal 1990 al 2011 in Slovenia, che fino al 1991 faceva parte della Jugoslavia. Le prime 10 edizioni si svolsero a Domžale e dal 2000 il torneo si tenne a Lubiana. Non vennero disputate le edizioni del 2001 e 2006.
Magnus Larsson, Jiří Vaněk e Paolo Lorenzi detengono il record di vittorie nel singolare con 2 trofei ciascuno, e così per Lucas Arnold Ker, Mariano Hood e Mikael Tillström nel doppio.

## Albo d'oro

### Singolare
| Anno    | Campione              | Finalista             | Punteggio        |
| ------- | --------------------- | --------------------- | ---------------- |
| Lubiana |                       |                       |                  |
| 2011    | Paolo Lorenzi (2)     | Grega Žemlja          | 6–2, 6–4         |
| 2010    | Blaž Kavčič           | David Goffin          | 6–2, 4–6, 7–5    |
| 2009    | Paolo Lorenzi (1)     | Grega Žemlja          | 1–6, 7–6(4), 6–2 |
| 2008    | Ilija Bozoljac        | Giancarlo Petrazzuolo | 6–4, 6–3         |
| 2007    | Marco Mirnegg         | Mathieu Montcourt     | 7–6(5), 7–5      |
| 2006    | Non disputato         | Non disputato         | Non disputato    |
| 2005    | Rubén Ramírez Hidalgo | Massimo Dell'Acqua    | 6(2)–7, 5–2 rit. |
| 2004    | Jiří Vaněk (2)        | Björn Phau            | 5–7, 6–1, 7–6(5) |
| 2003    | Jiří Vaněk (1)        | Boris Pašanski        | 6–3, 3–6, 6–1    |
| 2002    | Arnaud Di Pasquale    | Joan Balcells         | 6–4, 6–3         |
| 2001    | Non disputato         | Non disputato         | Non disputato    |
| 2000    | Oliver Gross          | Joan Balcells         | 4–6, 6–1, 7–6(3) |
| Domžale |                       |                       |                  |
| 1999    | Vladimir Volčkov      | Dinu Pescariu         | 7–5, 6(3)–7, 6–4 |
| 1998    | Dinu Pescariu         | Adrian Voinea         | 7–6, 2–6, 6–3    |
| 1997    | Brett Steven          | Andrei Pavel          | 7–6, 6–2         |
| 1996    | Hicham Arazi          | Marcelo Filippini     | 4–6, 6–2, 6–4    |
| 1995    | Jordi Burillo         | Adrian Voinea         | 6–2, 6–1         |
| 1994    | Horst Skoff           | Tomás Carbonell       | 0–6, 6–4, 7–6    |
| 1993    | Daniel Orsanic        | Andrej Čerkasov       | 4–6, 6–2, 7–5    |
| 1992    | Magnus Larsson (2)    | Mikael Tillström      | 6–4, 6–4         |
| 1991    | Slobodan Živojinović  | Andrej Ol'chovskij    | 6–7, 7–6, 6–3    |
| 1990    | Magnus Larsson (1)    | Diego Nargiso         | 7–5, 6–7, 7–6    |

### Doppio
| Anno    | Campioni                                     | Finalisti                              | Punteggio             |
| ------- | -------------------------------------------- | -------------------------------------- | --------------------- |
| Lubiana |                                              |                                        |                       |
| 2011    | Aljaž Bedene Grega Žemlja                    | Roberto Bautista Agut Iván Navarro     | 6–3, 6(10)–7, [12–10] |
| 2010    | Nikola Mektić Ivan Zovko                     | Marin Draganja Dino Marcan             | 3–6, 6–0, [10–3]      |
| 2009    | Jamie Delgado Jamie Murray                   | Stéphane Robert Simone Vagnozzi        | 6–3, 6–3              |
| 2008    | Juan Pablo Brzezicki Mariano Hood (2)        | Rameez Junaid Philipp Marx             | 7–5, 7–6(4)           |
| 2007    | Aleksandr Kudrjavcev Alexandre Krasnoroutsky | Ivan Dodig Lovro Zovko                 | 7–6(9), 1–6, [10–6]   |
| 2006    | Non disputato                                | Non disputato                          | Non disputato         |
| 2005    | Paul Baccanello Lovro Zovko                  | Andrew Derer Joseph Sirianni           | 6–3, 6–3              |
| 2004    | Giovanni Lapentti Rik De Voest               | Robert Lindstedt Michael Russell       | 6–3, 6–4              |
| 2003    | Leonardo Azzaro Gergely Kisgyörgy            | Ivan Čerović Aleksander Slović         | 7–6(3), 6–3           |
| 2002    | Mariano Hood (1) Edgardo Massa               | Luis Horna Sebastián Prieto            | 7–5, 6–1              |
| 2001    | Non disputato                                | Non disputato                          | Non disputato         |
| 2000    | Emilio Benfele Álvarez Álex López Morón      | Paul Rosner Jason Weir Smith           | 6–3, 6–4              |
| Domžale |                                              |                                        |                       |
| 1999    | Massimo Valeri Tom Vanhoudt                  | Eduardo Nicolás Germán Puentes-Alcañiz | 7–6(8), 6–4           |
| 1998    | Marius Barnard Stephen Noteboom              | Alberto Martín Tomáš Anzari            | 7–6, 6–7, 7–6         |
| 1997    | Lucas Arnold Ker (2) Daniel Orsanic          | David Škoch Fernon Wibier              | 6–0, 6–4              |
| 1996    | Pablo Albano Lucas Arnold Ker (1)            | Rikard Bergh Shelby Cannon             | 6–1, 3–6, 6–1         |
| 1995    | Nicklas Kulti Mikael Tillström (2)           | Shelby Cannon Stefan Kruger            | 6–4, 6–4              |
| 1994    | Olivier Delaître Jean-Philippe Fleurian      | Kenneth Carlsen Mikael Tillström       | 6–1, 4–6, 6–1         |
| 1993    | Branislav Stanković Richard Vogel            | Hendrik Jan Davids Goran Prpić         | 6–4, 7–6              |
| 1992    | Magnus Larsson Mikael Tillström (1)          | Cristian Brandi Federico Mordegan      | 6–3, 6–2              |
| 1991    | Andrej Ol'chovskij Slobodan Živojinović      | Richard Vogel Daniel Vacek             | 7–5, 6–3              |
| 1990    | Carlos Costa Francisco Roig                  | Omar Camporese Mark Koevermans         | 6–7, 6–4, 6–4         |